# Weißkehlsänger

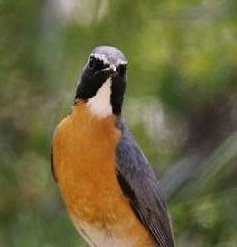
Blick auf die Kehle eines Männchens

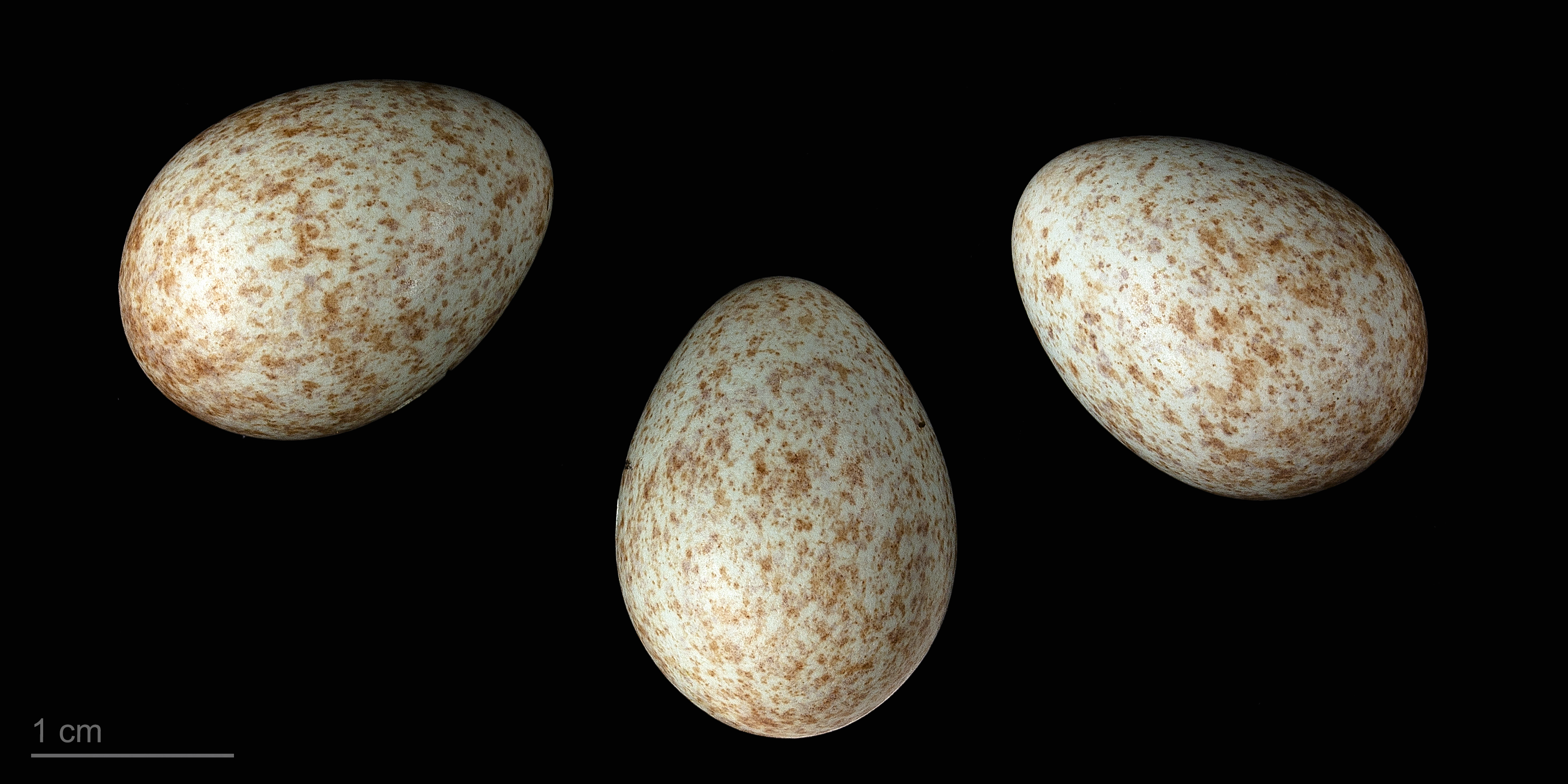
Eier des Weißkehlsängers im Museum von Toulouse

Der Weißkehlsänger (Irania gutturalis) ist ein Vogel aus der Familie der Fliegenschnäpper (Muscapidae). Der Artname ist von der lateinischen Bezeichnung guttur mit der Bedeutung „Kehle“ abgeleitet.

## Merkmale
Der Weißkehlsänger erreicht eine Körperlänge von ca. 17 Zentimetern und ein Gewicht von 23 bis 30 Gramm. Die Flügelspannweite beträgt 27 bis 30 Zentimeter. Zwischen den Geschlechtern besteht ein starker Sexualdimorphismus. Bei den Männchen sind der Kopf, das Rückengefieder sowie die Flügel graublau bis bleigrau gefärbt. Die Wangen sind schwarz, ein weißer Überaugenstreif hebt sich deutlich ab. Namensgebend ist die weiße Kehle, die sich vom Schnabelansatz in Form eines Dreiecks bis zum Brustansatz erstreckt. Die Brust und der Bauch der Vögel sind orangefarben, der Steiß weißlich. Weibchen haben eine überwiegend hellbraune bis graubraune Oberseite und ebenso gefärbte Flügel. Die Unterseite ist cremefarben und zeigt eine schwache orangefarbene Seitenbegrenzung. Die weiße Kehle ist schwächer ausgebildet als beim Männchen.

## Ähnliche Arten
Die Männchen des Weißkehlsängers sind aufgrund ihrer Gefiederfärbung mit der weißen Kehle unverwechselbar. Das Gefieder der Weibchen hingegen ähnelt den Weibchen anderer Schmätzerarten (Saxicolinae), denen jedoch die weiße Kehle fehlt.

## Verbreitung und Lebensraum
Weißkehlsänger kommen als Brutvogel in Afghanistan, Armenien, Aserbaidschan, Griechenland, Iran,  Israel, Kasachstan, Tadschikistan, Turkmenistan,  Usbekistan sowie in der Türkei vor. Die Wintermonate verbringen sie überwiegend in ostafrikanischen Regionen, vornehmlich in Äthiopien, Eritrea und Tansania. Vereinzelt wurden Individuen in Europa (Niederlande, Schweden, Norwegen, Großbritannien) nachgewiesen. Die  bevorzugten Lebensräume des Weißkehlsängers sind Savannen, Grasflächen, sowie Fels- und Gebüschlandschaften. Sie sind in Höhenlagen von bis zu 2700 Metern anzutreffen.

## Lebensweise
Weißkehlsänger suchen am Boden oder in niedriger Vegetation nach Nahrung, die aus Insekten sowie aus Beeren besteht.  Ihre Nester legen sie gerne in hügeligen Gebieten, insbesondere an felsigen Hängen an. Ein Gelege besteht aus drei bis fünf rotbraun gesprenkelten Eiern, die in einem tassenförmigen Nest platziert werden. Der Gesang, den nur die Männchen erklingen lassen, ist sehr melodienreich und ähnelt phasenweise dem der Nachtigall (Luscinia megarhynchos).

## Bestand und Gefährdung
Die Weißkehlsänger bilden in ihren Vorkommensgebieten stabile Populationen und werden von der Weltnaturschutzorganisation IUCN als „least concern = nicht gefährdet“ geführt.